# 维埃纳河畔沙亚克
維埃納河畔沙亚克（法語：Chaillac-sur-Vienne，法語發音：[ʃajak syʁ vjɛn]）是法国新阿基坦大区上维埃纳省的一个市镇，属于罗什舒阿尔区。

## 地理
维埃纳河畔沙亚克（45°52'45"N, 0°52'21"E）面积15.14 平方千米，位于法国新阿基坦大区上维埃纳省，该省份为法国中西部省份，北起顺时针与安德尔省、克勒兹省、科雷兹省、多爾多涅省、夏朗德省和维埃纳省接壤。
与维埃纳河畔沙亚克接壤的市镇（或旧市镇、城区）包括：圣瑞尼安、罗什舒阿尔、维埃纳河畔萨亚、圣奥旺、圣马丹德瑞萨克。

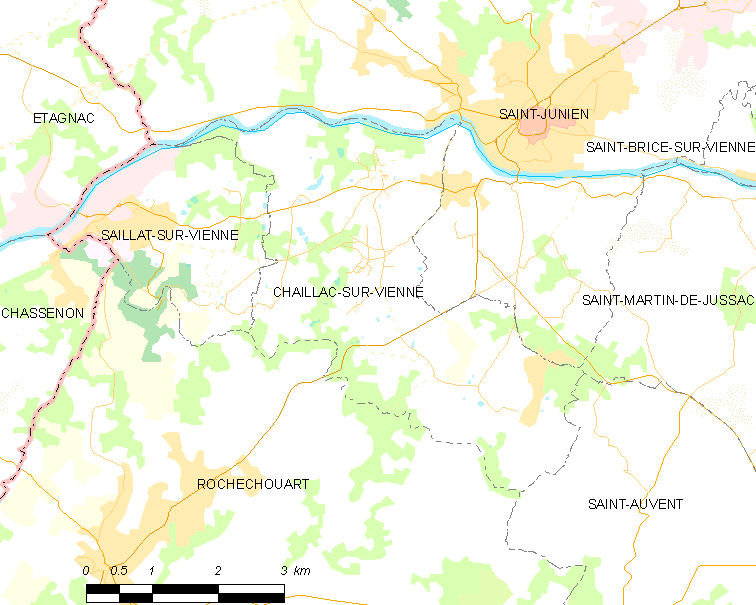
维埃纳河畔沙亚克的OSM定位图

维埃纳河畔沙亚克的时区为UTC+01:00、UTC+02:00（夏令时）。

## 行政
维埃纳河畔沙亚克的邮政编码为87200，INSEE市镇编码为87030。

## 政治
维埃纳河畔沙亚克所属的省级选区为圣瑞尼安县。

## 人口

1962-2008年间维埃纳河畔沙亚克人口变化图示

维埃纳河畔沙亚克于2022年1月1日时的人口数量为1253人。